# Johannes Driessler
Johannes Driessler (Friedrichsthal, Sarre, le 26 janvier 1921; Detmold, le 3 mai 1998) est un compositeur, organiste, et lecturer allemand.

## Biographie
Après ses études primaires et secondaire, Driesslera fait en avril 1939 le Reichsarbeitsdienst. En octobre il a entrepris des études à la Pädagogischen Akademie Dortmund, études de composition et d'orgue qu'il a poursuivies en janvier 1940 à Cologne à la Musikhochschule. En novembre 1940, Driessler a été mobilisé. En 1944, il a épousé Gertrude Ledermann. Après la Seconde Guerre mondiale, il est devenu professeur en 1945 à Schondorf am Ammersee. En 1946, il a enseigné à Nordwestdeutschen Musikakademie à Detmold (aujourd'hui Hochschule für Musik Detmold). Là, il a commencé à écrire beaucoup de musique religieuse. le 25 août 1950, il a fait exécuter son oratorio Dein Reich komme (op. 11). Il a quitté l'académie en 1953 pour se consacrer à la composition, mais y est retourné en 1954, devenant professeur en 1958 et Vice Recteur en 1959, un poste qu'il a occupé jusqu'en 1972.  Driessler
a pris sa retraite en 1983.
Il a reçu le Westfälischer Musikpreis en 1959, et en 1962 le Kunstpreis des Saarlandes.

## Œuvres
- Sinfonia Sacra
- Dein Reich komme, oratorio, op. 11 (1950)
- Claudia amata, opéra lyrique, op. 17 (création 1952 Münster)
- Prinzessin Hochmut, fairy-tale opera op. 21 (création 1952 Cassel)
- Der Unfried, opéra (création 1957)
- Doktor Lucifer Trux, opéra (création 1958)
- Three Small Pieces pour violoncelle et piano, op. 8
- Vier kleine Stücke für Flöte und Klavier (Quatre petites pièces pour flûte et piano), op. 8 no. 2  (1948)
- Duo for violin and cello
- Fantasy pour violoncelle et piano, op. 24 No. 2
- Fünf Stücke (5 Pieces) pour alto et piano, op. 24 no. 3b (1952)
- Sonata for solo viola, op. 3 no. 1 (1946)
- 20 Choral sonatas, op. 30 (1955)
- Altenburger Messe, op. 33 (1955)
- Sonate pour violoncelle et piano, op. 41 no. 2
- Ikarus, sinfonia da camera (1960)
- Concerto pour trio à cordes et orchestre, op. 54 (1963)
- Tripartita pour alto et clavecin, op. 58 no. 3 (1966)
- Symphonie no 3, op. 63 (1969)